# Kansas City Motor Car Company
Kansas City Motor Car Company war ein US-amerikanischer Hersteller von Automobilen.

## Unternehmensgeschichte
Das Unternehmen wurde im Oktober 1905 in Kansas City in Missouri gegründet. Als Fabrik wurde das ehemalige Werk der Caps Brothers Manufacturing Company ausgewählt. F. E. Wear war Präsident. J. C. Caps war anfangs an der Entwicklung der Fahrzeuge beteiligt. 1906 begann die Produktion von Automobilen. Der Markenname lautete zunächst Kansas City. Mitte 1906 wurde L. M. De Dieterich neuer Konstrukteur. Nun kamen Lastkraftwagen dazu, die als Dieterich angeboten wurden. Im Dezember 1907 begann die Insolvenz. Im Juni 1908 gab es eine Reorganisation unter Wear. Nun war A. R. Walton der Konstrukteur, der vorher bei der Dorris Motor Car Company tätig war.
Anfang 1909 entstand als Nachfolgeunternehmen die Wonder Motor Car Company.

## Fahrzeuge
1906 standen drei Modelle zur Wahl. Der 20 HP hatte einen Zweizylindermotor mit 20 PS Leistung. Das Fahrgestell hatte 244 cm Radstand. Der Aufbau war ein zweisitziger Runabout. Im 25 HP leistete der Zweizylindermotor 25 PS. Der Radstand betrug 262 cm. Der offene Tourenwagen bot Platz für vier Personen. Stärkstes Modell war der 30 HP. Sein Vierzylindermotor leistete 30 PS. Der Radstand maß 229 cm. Der Tourenwagen war fünfsitzig.
1907 gab es zwei Vierzylindermodelle. Im 55/60 HP leistete er 55 PS und im 75 HP 75 PS. Der Radstand des schwächeren Modells ist nicht überliefert, aber beim stärkeren Modell betrug er 305 cm. Aufbauten waren jeweils siebensitzige Tourenwagen.
1908 bestand das Sortiment nur aus dem Motor Buggy 18 HP. Der Vierzylindermotor leistete 18 PS. Der Aufbau wird als Motor Buggy mit zwei Sitzen beschrieben.
Im September 1908 nahm ein Prototyp an einer 1600-Kilometer-Testfahrt teil, fiel aber nach etwa zwei Dritteln der Strecke aus. Erst die Wonder Motor Car Company brachte dieses Modell in die Serienproduktion.

## Modellübersicht
| Jahr | Modell            | Zylinder | Leistung (PS) | Radstand (cm) | Aufbau               |
| ---- | ----------------- | -------- | ------------- | ------------- | -------------------- |
| 1906 | 20 HP             | 2        | 20            | 244           | Runabout 2-sitzig    |
| 1906 | 25 HP             | 2        | 25            | 262           | Tourenwagen 4-sitzig |
| 1906 | 30 HP             | 4        | 30            | 229           | Tourenwagen 5-sitzig |
| 1907 | 55/60 HP          | 4        | 55            |               | Tourenwagen 7-sitzig |
| 1907 | 75 HP             | 4        | 75            | 305           | Tourenwagen 7-sitzig |
| 1908 | Motor Buggy 18 HP | 4        | 18            |               | Motor Buggy 2-sitzig |